# تل حفيان
تل حفيان قرية سورية تتبع لناحية تل تمر، منطقة مركز الحسكة، محافظة الحسكة شمال شرق سورية. تقع على الطريق الواصل بين تل تمر والحسكة. تبعد عن مدينة الحسكة 40 كم و عن تل تمر 4 كم. تقسم إلى منطقتين:
- تل حفيان شرقي: معظم سكانها من العرب (من عشائر الزيادات (الشاهر) و الشرابين) وبعض الأكراد.
- تل حفيان غربي واسمها باللغة الأشورية قودشانس : معظم سكانها من الآشوريين. تشهد القرية توسعاً عمرانيا و سكانيا كبير نتيجة لموقعها المميز و طبيعة ارضها الزراعية.
- شفيع القرية هو القديس مار شليطا والذي قام سكان القرية ببناء كنيستين تحمل اسمه (الكنيسة القديمة و الكنيسة الجديدة)
- تم تهجير اغلب سكان القرية بسبب هجوم تنظيم داعش في عام2015 على القرى الأشورية مما احدث ان تصبح القرية قرية اشباح مهدمة بأنتظار سكانها الغائبين.

حسب إحصاء عام 2004، بلغ عدد سكان القرية 1132 نسمة.